# 浙江省全民健身中心
浙江省全民健身中心是位于杭州市体育场路的一处大型全民健身中心，2022年3月17日正式动工建设。拥有游泳、乒乓球、羽毛球、足球、篮球、网球等20多项全民健身服务项目，规划有“七大中心”——健身活动中心、智力运动中心、亚洲体育东部中心、智能体育运动中心、运动康复中心、科学健身指导中心和体育文化科技展示中心，总建筑面积23万平米，它将是中国单体规模最大的全民健身中心。

## 简介
体育场路153号是原浙江省体工一大队，有“世界冠军摇篮”的美誉。由浙江省建筑设计研究院设计，项目投资23亿元，预计2025年底前建成并向公众开放。
主要设施有：
- 足球、篮球、排球等大球类室内活动中心场地超过25片
- 小球类场地超过30片
- 滑冰场、游泳馆等专用场馆
- 无边泳池、屋顶网红彩虹跑道、空中球场

## 周边
全民健身中心位于体育场路南侧，路北面有浙报传媒大厦和杭州体育馆。